# Xylomelum pyriforme
Xylomelum pyriforme este o specie de plante din familia Proteaceae, originară din estul Australiei. Crește ca un arbust mare sau arbore mic de până la cinci metri înălțime.

## Taxonomie
Atestată documentar pentru prima dată la Botany Bay către Joseph Banks și Daniel Solander în 1770, specia a fost descrisă pentru prima dată ca Banksia pyriformis de botanistul german Joseph Gaertner în 1788, în volumul De Fructibus et Seminibus Plantarum. Specia a primit numele actual în 1809 de la grădinarul Joseph Knight în cartea On the cultivation of the plants belonging to the natural order of Proteeae. Numele speciei este derivat din cuvintele latinești pyrus „pară” și forma „formă”, însemnând „în formă de pară”.

## Descriere
Xylomelum pyriforme crește ca un arbust mare sau arbore mic, de obicei până la 4–5 metri înălțime, deși există copaci de 15 metri în Howes Valley, la nord-vest de Sydney. Frunzele tinere mari au margini zimțate, cu 6 până la 11 dinți pe fiecare margine, în timp ce frunzele adulte au margini întregi. Frunzele cu nervuri proeminente măsoară de la 10 la 20 de centimetri lungime și au o lățime de până la 5 cm. Acestea sunt netede și de culoare verde închis. Creșterile noi sunt acoperite de un păr fin de culoare ruginie. Înflorirea are loc primăvara, din septembrie până în noiembrie, maximul fiind în luna octombrie. Inflorescențele măsoară 5–8 cm și sunt ruginii. Florile sunt urmate de dezvoltarea unor păstăi mari, lemnoase, cu formă de pară, de până la 9 cm lungime și 5 cm lățime.

## Distribuție și habitat
Arealul de răspândire al plantei se întinde de la jumătatea nordică a coastei New South Wales spre sud până la Mittagong, cu alte câteva observații în imediata apropiere a Cooma. Xylomelum pyriforme crește pe platouri și creste, pe soluri sărace în nutrienți, bine drenate, be bază de gresie, în zone deschise de pădure de eucalipt. Planta este asociată cu specii precum Corymbia eximia, C. gummifera, Eucalyptus haemastoma, E. sieberi, E. capitellata, E. punctata, E. sclerophylla.

## Ecologie
Xylomelum pyriforme se regenerează din lignotuberi sau muguri epicormici după incendii, uneori chiar și din rădăcini. Aceasta este una dintre speciile australiene care necesită foc pentru deschiderea fructelor și răspândirea semințelor.
Ciuperca Giugnardia și alga Cephaleutos virescens produc pete pe frunze.

## Cultivare și utilizări
Rar cultivate din cauza deficitului de semințe, răsadurile de Xylomelum pyriforme cresc ușor, dar de obicei mor imediat după germinare din cauza fungilor. Un individ crescut din semințe are nevoie de până la 20 de ani pentru a ajunge să înflorească.

Coloniștii europeni din Australia au folosit lemnul copacului pentru a confecționa paturi de arme.

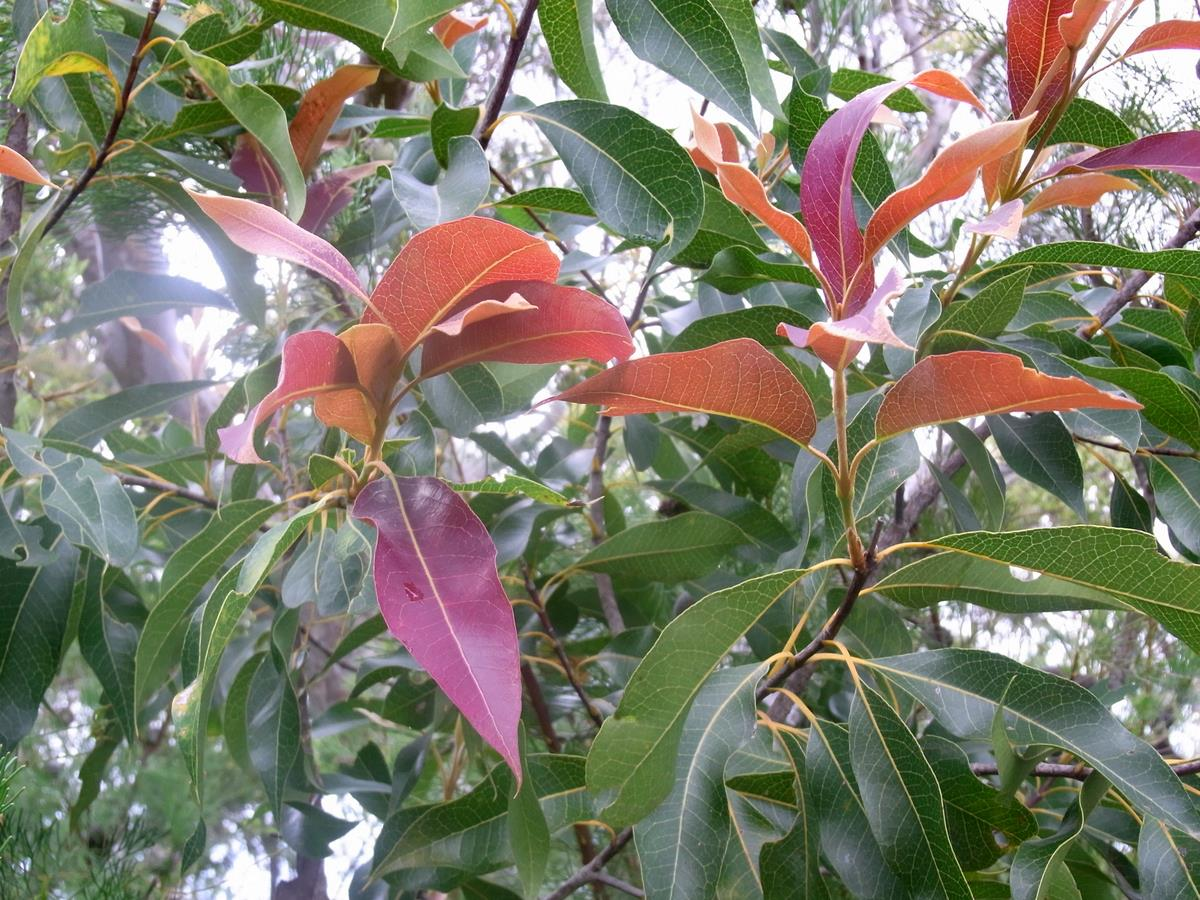
frunze noi
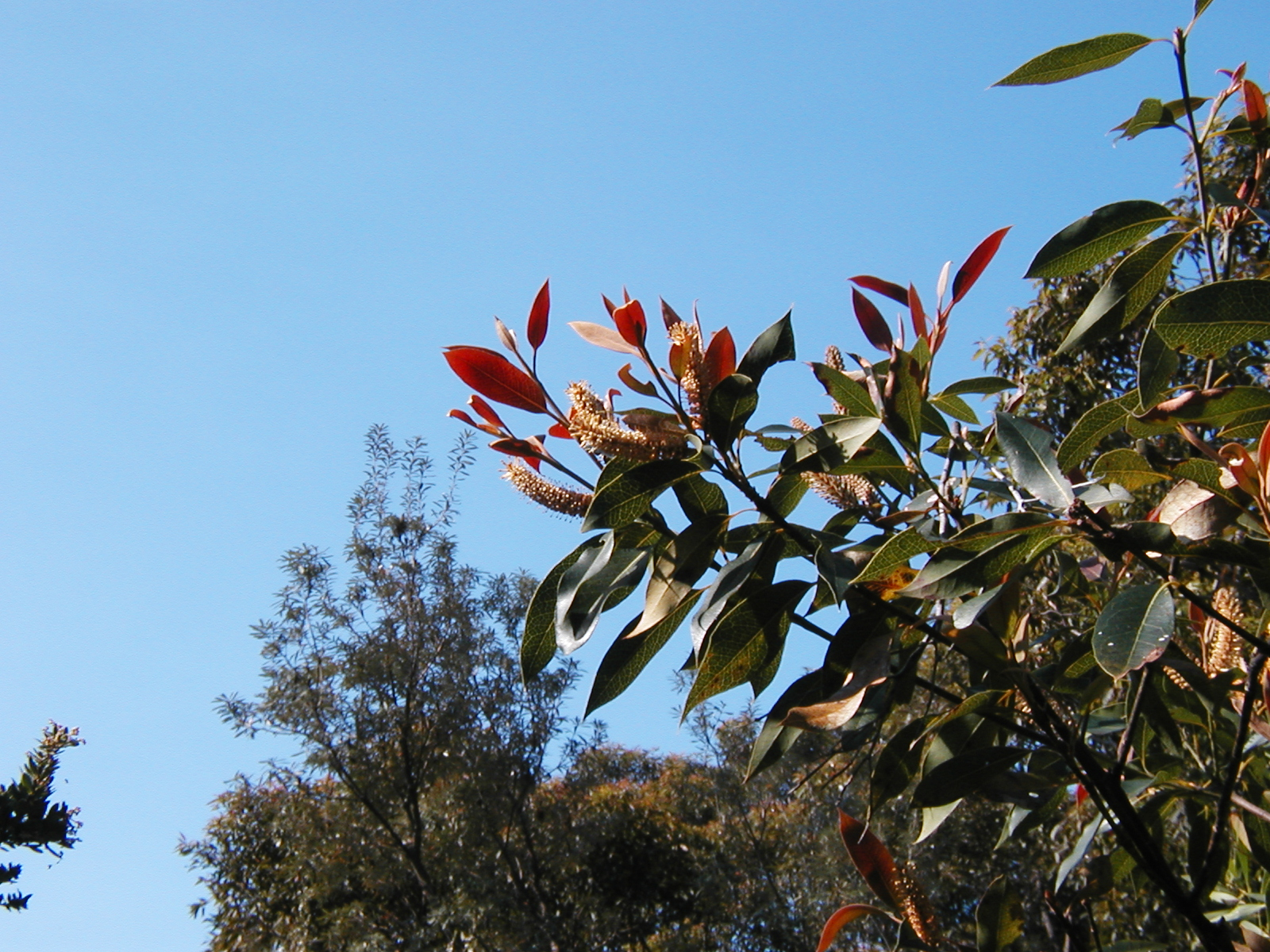
aspect
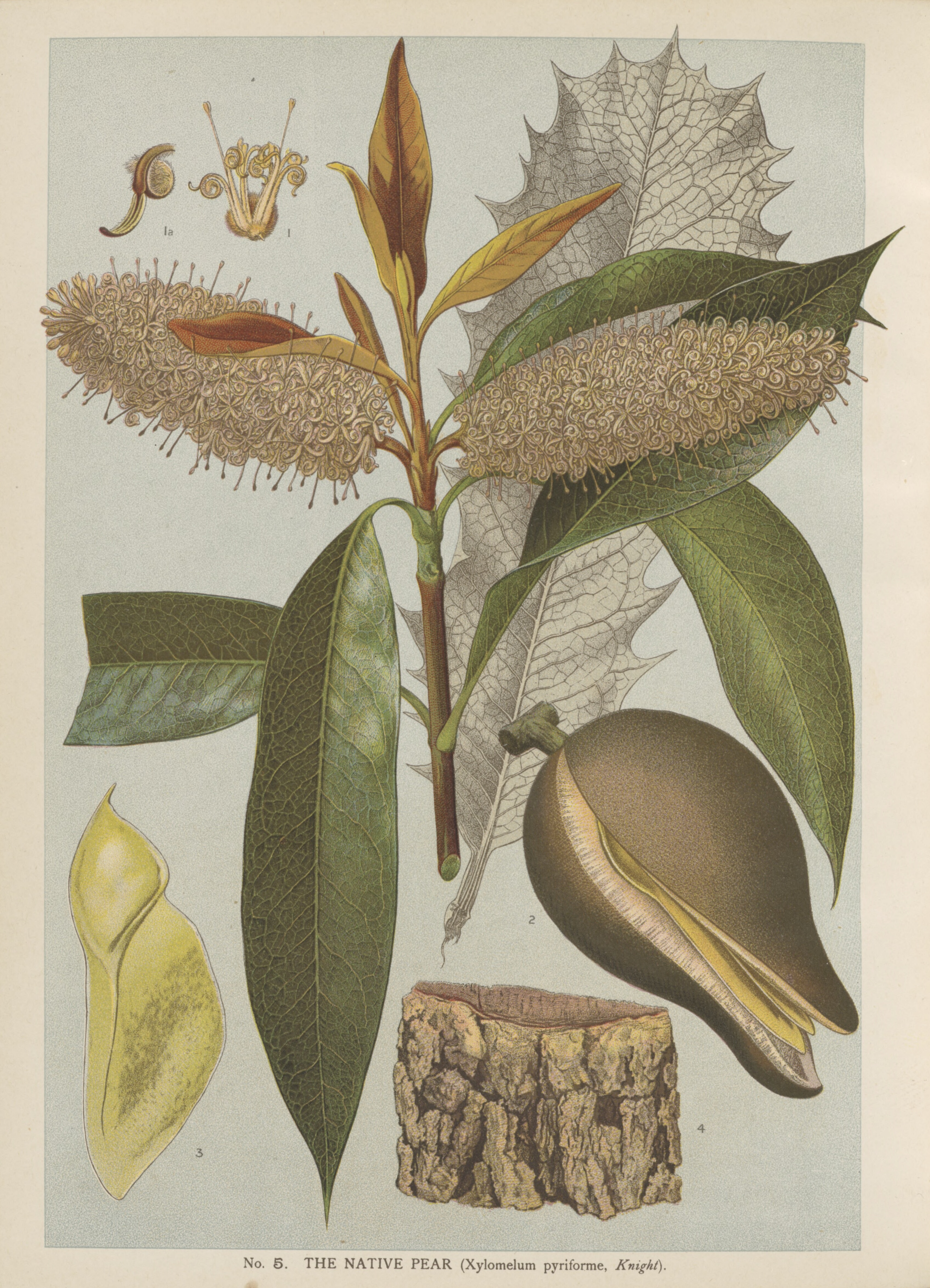
ilustrație de Edward Minchen